# Euphorbia polycarpa
Euphorbia polycarpa Benth. es una especie fanerógama perteneciente a la familia de las euforbiáceas. 

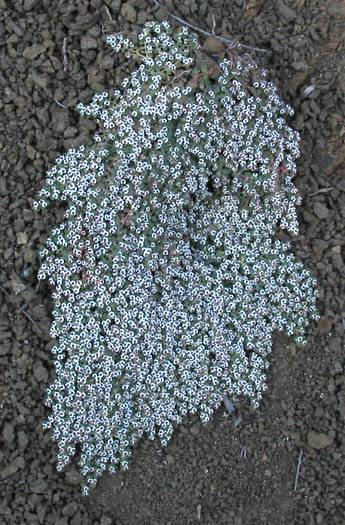
Grupo de Euphorbia polycarpa

## Distribución
Es endémica del sudoeste de Estados Unidos y norte de México.

## Hábitat
Se encuentra especialmente en los desiertos y otros lugares secos como zonas arenosas.

## Descripción
Esta es una hierba perenne que forman un grupo o alfombra, a veces un poco  vertical.  Las hojas son de un centímetro de largo. Son redondas u ovales y en forma triangular, tiene estípulas en las bases. Lo que parece una sola flor es en realidad una inflorescencia llamada ciatio de muchas  flores masculinas en torno a una única flor central femenina. Las brácteas que rodean la unidad de flores son de color blanco y similares. El fruto es una cápsula delgada esférica inferior a 2 milímetros de ancho con una capa de semillas.

## Taxonomía
Euphorbia polycarpa fue descrita por George Bentham y publicado en The Botany of the Voyage of H.M.S. Sulphur 50. 1844.
Etimología
Euphorbia: nombre genérico que deriva del médico griego del rey Juba II de Mauritania (52 a 50 a. C. - 23), Euphorbus, en su honor – o en alusión a su gran vientre –  ya que usaba médicamente Euphorbia resinifera. En 1753 Carlos Linneo asignó el nombre a todo el género.
polycarpa: epíteto latino que significa "con muchos frutos".
Sinonimia
- Chamaesyce polycarpa (Benth.) Millsp.
- Euphorbia intermixta S.Watson (1889).
- Euphorbia carmenensis Rose (1892).
- Chamaesyce polycarpa var. hirtella (Boiss.) Millsp. ex Parish (1913).
- Chamaesyce carmenensis (Rose) Millsp. (1916).
- Chamaesyce intermixta (S.Watson) Millsp. (1916).
- Chamaesyce tonsita Millsp. (1916).
- Chamaesyce polycarpa var. simulans (L.C.Wheeler) Shinners (1949).[4][5]